# Pheosia albivertex
Pheosia albivertex är en fjärilsart som beskrevs av George Francis Hampson 1892. Pheosia albivertex ingår i släktet Pheosia och familjen tandspinnare. Inga underarter finns listade i Catalogue of Life.